# Kostel svatého Martina (Holice)
Kostel svatého Martina je sakrální stavba vybudovaná ve východočeském městě Holice. Objekt je kulturní památkou České republiky.

## Historie
První zmínka o stavbě je z roku 1349, avšak tehdy byl zmiňován ještě kostel dřevěný. Ten postupem času natolik zchátral, že se místní věřící na přelomu 17. a 18. století dožadovali pardubické vrchnosti, kam Holice patřily, o výstavbu kostela nového. K tomu došlo ve třicátých letech 18. století, kdy byl původní dřevěný kostel stržen a na jeho místě vyrostl v letech 1736 až 1739 kostel kamenný. Plány kostela zpracoval Tomáš Haffenecker, ale jeho návrhy ještě upravil Kilián Ignác Dientzenhofer.

## Popis stavby
Kostel je jednolodní s věží zakončenou cibulovitou bání. V přízemí věže je sakristie a nad ní, v prvním patře, oratoř. Ve zvonici visí z původních třech zvonů již pouze jediný, a sice zvon Martin, ulitý roku 1499. V sanktusové věžičce je navíc umístěn zvon umíráček.
Vybavení interiéru kostela se dochovalo z doby jeho výstavby. Autorem sochařských děl je Ignác Rohrbach. Hlavní oltář je vyřezávaný ze dřeva a pozlacen. V jeho ústředí je obraz svatého Martina, biskupa v Tours. Na obraze je zachycen též výjev ze světcova života, kdy se – ještě coby voják – podělil u Amiens o svůj plášť s nuzákem. I ten je na obraze zachycen. Vedle obrazu se na hlavním oltáři vyskytuje i několik soch. Patří mezi ně sousoší svaté Trojice umístěné na vrcholu oltáře. Nejvýše je umístěna postava Boha Otce, pod nímž je umístěna holubice představující Ducha Svatého a pod ní sedící postava Ježíše Krista držící část pláště svatého Martina.
V levé části kostela, v místech přechodu kostelní lodě do presbytáře, stojí sochy svatého Václava spolu sochou svatého Jana Nepomuckého. Na opačné straně vpravo je umístěna socha Krista Dobrého pastýře. Další sochy v kostele jsou již mladšího data. Ve střední části chrámové lodi jsou sochy Panny Marie Lurdské spolu s Nejsvětějším Srdcem Ježíšovým a pod kruchtou se nacházejí dvě sochy, a to svaté Terezie od Dítěte Ježíše a svatého Antonína Paduánského.
K dalším uměleckým předmětům v interiéru kostela patří cínová křtitelnice z roku 1567, dále plastická křížová cesta z konce 19. století a původní zámky ve dveřích kostela, na nichž je vyražen letopočet vybudování celé stavby. Na kruchtě se nacházejí novogotické varhany se třemi manuály a pneumatickou trakturou. Jejich autorem byla pravděpodobně na přelomu 19. a 20. století salcburská varhanářská firma Mauracher a původně je tvořila pro Vojenskou akademii v Hranicích. Odtud ovšem roku 1953 putovaly do Holic, kde nahradily dosavadní dvoumanuálový nástroj s mechanickou trakturou vytvořený Josefem Jiruškou. Z původního Jiruškova nástroje se zachovala pouze skříň umístěná v zábradlí na kůru.

## Okolí kostela
Kolem kostela se do poloviny 19. století rozkládal hřbitov. Na něj již upomínají pouze torza bývalé hřbitovní zdi a také několik dochovaných náhrobků. Severovýchodně od kostela stojí barokní jednopatrový objekt fary (dům číslo popisné 7) dokončený v roce 1734. V něm je pod podlahou bývalé farní kuchyně ukryta asi pět metrů hluboká dříve využívaná studna.